# Ван Шаоцзюнь
Ван Шаоцзю́нь (кит. упр. 王少军; 1955, Юннянь) — китайский военный, генерал-майор НОАК. Служил в системе охраны высшего руководства КПК, являлся телохранителем Си Цзиньпина. С марта 2015 — руководитель Центрального бюро безопасности КПК.
Подробности биографии Ван Шаоцзюня в открытых источниках отсутствуют. Китайские комментаторы объясняют это закрытым характером его службы. Известно, что звание генерал-майора было присвоено ему в 2008, а в 2010 Ван Шаоцзюнь занял пост заместителя начальника Центрального бюро безопасности КПК Цао Цина. Являлся личным телохранителем Си Цзиньпина.
В ряде источников говорится, будто Ван Шаоцзюнь командовал 38-й армией Пекинского военного округа. Однако эта информация опровергается — командующим был не Ван Шаоцзюнь, а генерал-лейтенант Ли Шаоцзюнь.
В марте 2015 Ван Шаоцзюнь сменил генерал-лейтенанта Цао Цина на посту начальника Центрального бюро безопасности КПК. Эксперты связали это с действиями Си Цзиньпина по усилению контроля над спецслужбами КНР и посчитали укреплением позиций генерального секретаря ЦК КПК.